# 金敏俊
金敏俊（韓語：김민준，1976年7月24日—），韓國男演員，自2009年起以Vesper MJ之名在俱樂部擔任DJ。

## 演出作品

### 電視劇
- 2003年：MBC《茶母》飾演 張城伯
- 2004年：SBS《走向暴風》飾演 金賢泰
- 2004年：KBS《浪漫满屋》飾演 婚禮賓客
- 2004年：MBC《愛爾蘭》飾演 李在博
- 2005年：SBS《布拉格戀人》飾演 池英佑
- 2006年：OCN《Someday》飾演 高鎮表
- 2007年：SBS《外科醫生奉達熙》飾演 李建旭
- 2007年：KBS《仁順真漂亮》飾演 劉相宇
- 2008年：SBS《On Air》飾演 自己
- 2008年：SBS《老千》飾演 李英民
- 2009年：MBC《朋友，我們的傳說》飾演 李俊石
- 2011年：KBS《浪漫小鎮》飾演 金禧英
- 2012年：JTBC《給親愛的你》飾演 崔恩赫
- 2015年：JTBC《善巖女高偵探團》飾演 夏衍俊
- 2015年：tvN《隱藏身份》飾演 鄭老師（特別演出）
- 2016年：MBC《再一次 Happy Ending》飾演 李旭
- 2016年：KBS《Baby Sitter》飾演 劉相玄
- 2017年：KBS《花郎》飾演 扶餘昌
- 2017年：SBS《我的野蠻女友》飾演 楸城大君
- 2020年：JTBC《我們，愛過嗎》飾演 九把刀
- 2023年：TV朝鮮《榴蓮小姐》飾演 段至勘／石鐵

### 電影
- 2003年：《去火星的男人》
- 2005年：《強力3班》
- 2006年：《沒禮貌的傢伙們》
- 2007年：《愛情》
- 2011年：《藍鹽》
- 2011年：《痛症》
- 2011年: 《景深之中》
- 2011年：《愛戀3茶花》
- 2012年：《後宮：帝王之妾》
- 2012年：《婚禮緋聞》
- 2013年：《Top Star》
- 2013年：《Dead And》
- 2016年：《舞水端（朝鲜语：무수단 (영화)）》
- 2016年：《屠夫小姐》
- 2020年：《說唱藝人（朝鲜语：소리꾼）》飾演 金俊

### MV
- 2006年：SeeYa《女人的香氣》（與車藝蓮、河錫辰）
- 2006年：SeeYa＆SG Wannabe《因為愛你》（《女人的香氣》續集，與車藝蓮、河錫辰）
- 2007年：Lyn《不是愛過嗎 PART 2》（與柳仁英）
- 2011年：The One《走在天國》（與吳怡娜）

## 外部連結
- NAVER （页面存档备份，存于） 